# Gianni Vattimo
Gianni Vattimo (4. leden 1936, Turín, Itálie – 19. září 2023 Rivoli) byl italský politik a filosof, představitel postmoderní filosofie nihilismu, autor konceptu pensiero debole („slabé myšlení“, „slabismus“).

## Biografie
Gianni Vattimo vystudoval filosofii na Turínské univerzitě pod vedením existencialisty Luigiho Pareysona; studium ukončil v roce 1959. Další studium absolvoval u Karla Löwitha a Hans-Georg Gadamera v Heidelbergu. V letech 1999–2004 byl členem Evropského parlamentu. Gianni Vattimo se otevřeně hlásil k homosexualitě.